# Casina
Để biết các nghĩa khác, xin xem Casina (định hướng).
Casina là một đô thị ở tỉnh Reggio Emilia trong vùng Emilia-Romagna, có vị trí cách khoảng 70 km về phía tây của Bologna và khoảng 25 km về phía tây nam của Reggio Emilia. Tại thời điểm 31 tháng 12 năm 2004, đô thị này có dân số 4.423 và diện tích 63.7 km².
Đô thị Casina có các frazioni (các đơn vị cấp dưới, chủ yếu là các làng) Banzola, Barazzone, Beleo, Bergogno, Bettola, Bocco, Boschi, Braglio, Brugna, Casaleo, Casetico, Castignola, Ciolla, Cortogno, Costaferrata, Crocicchio, Faieto, Giandeto Straduzzi, Il Monte, La Ripa, Leguigno Faggeto, Lezzolo, L'Incrostolo, Migliara-Boastra, Molino di Cortogno, Monchio l'Axella, Montale, Montata, Paullo Chiesa, Sordiglio, Strada-Fabbrica, Trazara, and Villa Bonini.
Casina giáp các đô thị: Carpineti, Castelnovo ne' Monti, Canossa, Vezzano sul Crostolo, Viano.